# Маматкадыров, Найни
Найни Маматкадыров (1925 год — 7 апреля 1984 года) — бригадир совхоза «Савай» Кургантепинского района Андижанской области, Узбекская ССР. Герой Социалистического Труда (1976). Депутат Верховного Совета Узбекской ССР 9-го и 10-го созывов.

## Биография
Трудовую деятельность начал 16-летним подростком. С 1941 года — рабочий, гидротехник, бригадир хлопководческой бригады, бригадир механизированной кукурузоводческой бригады совхоза «Савай» Кургантепинского района.
В 1976 году бригада Найни Маматкадырова досрочно выполнила коллективные социалистические обязательства и плановые задания по выращиванию хлопка и кукурузы. Указом Президиума Верховного Совета СССР от 25 декабря 1976 года «за выдающиеся успехи, достигнутые во Всесоюзном социалистическом соревновании, проявленную трудовую доблесть в выполнении планов и социалистических обязательств по увеличению производства и продажи государству хлопка, зерна и других сельскохозяйственных продуктов в 1976 году» удостоен звания Героя Социалистического Труда с вручением Ордена Ленина и золотой медали Серп и Молот.
Избирался депутатом Верховного Совета Узбекской ССР 9 и 10 созывов.
Скончался в 1984 году.
Награды
- Герой Социалистического Труда
- Орден Ленина — дважды (1972, 1976)
- Медаль «За трудовое отличие» (01.03.1965)